# Interior (Dakota del Sur)
Interior es un pueblo ubicado en el condado de Jackson en el estado estadounidense de Dakota del Sur. En el Censo de 2010 tenía una población de 94 habitantes y una densidad poblacional de 26,98 personas por km².

## Geografía
Interior se encuentra ubicado en las coordenadas 43°43′38″N 101°59′00″O / 43.72722, -101.98333. Según la Oficina del Censo de los Estados Unidos, Interior tiene una superficie total de 3.48 km², de la cual 3.47 km² corresponden a tierra firme y (0.37%) 0.01 km² es agua.

## Demografía
Según el censo de 2010, había 94 personas residiendo en Interior. La densidad de población era de 26,98 hab./km². De los 94 habitantes, Interior estaba compuesto por el 70.21% blancos, el 0% eran afroamericanos, el 19.15% eran amerindios, el 0% eran asiáticos, el 0% eran isleños del Pacífico, el 0% eran de otras razas y el 10.64% pertenecían a dos o más razas. Del total de la población el 0% eran hispanos o latinos de cualquier raza.